# MCPA
MCPA is de ISO-naam voor een systemisch herbicide. De naam is afgeleid van de Engelse naam: 2-Methyl-4-ChloorPhenoxyAcetic acid.

## Toepassingen
MCPA wordt gebruikt als onkruidbestrijdingsmiddel tegen eenjarige en overblijvende tweezaadlobbige onkruiden zoals distel, boterbloem, paardenbloem, kruiskruid, heermoes. Het werkt via het blad. Het wordt toegepast bij de teelt van granen, vlas, aardappelen, asperges, gladiolen, op gazons en sportvelden, onder fruitbomen enz. MCPA wordt vooral gebruikt onder de vorm van een zout, zoals het natriumzout of het dimethylaminezout. Merknamen van MCPA-houdende producten zijn onder andere: Agrichim MCPA, Agroxyl, Euroxone, Hedonal M Forte, Herbivit, Hormonex, Luxan MCPA en KB Pelous'NET.

## Toxicologie en veiligheid
Uit dierproeven is gebleken dat deze stof mogelijk schadelijk is voor de voortplanting of de ontwikkeling bij de mens.
MCPA is ook schadelijk voor algen en vissen, en het gebruik ervan tegen waterplanten in water is in België sedert 2006 verboden.
In Nederland is de toepassing in gazons, grasvelden en sportvelden bij herregistratie systematisch van de etiketten verwijderd in 2014/2015.